# Mijaczów
Mijaczów – dzielnica Myszkowa, która wraz z dawnym Myszkowem stanowi obecnie właściwe miasto.

## Historia administracyjna
Mijaczów to dawna wieś, od 1867 w gminie Pińczyce, a od 1 stycznia 1924 w nowo utworzonej gminie Myszków. W latach 1867–1926 należał do powiatu będzińskiego, a od 1927 do zawierciańskiego. W II RP przynależała do woj. kieleckiego. 4 listopada 1933 gminę Myszków podzielono na dziewięć gromad. Wieś Mijaczów, pustkowie Mijaczów, pustkowie pod wsią Ciszówka-Mijaczów i osiedle Michałów ustanowiły gromadę o nazwie Mijaczów w gminie Myszków.
Podczas II wojny światowej włączone do III Rzeszy. Po wojnie gmina Myszków przez bardzo krótki czas zachowała przynależność administracyjną, lecz już 18 sierpnia 1945 roku została wraz z całym powiatem zawierciańskim przyłączona do woj. śląskiego. Według stanu z 1 kwietnia 1949 gmina Myszków podzielona była nadal na pięć gromad: Ciszówka, Mijaczów, Myszków Nowy, Myszków Stary i Pohulanka.
W związku z nadaniem gminie Myszków status miasta 1 stycznia 1950, Mijaczów utracił swoją samodzielność, stając się obszarem miejskim.

## Historia
- pocz. XV w. - prawdopodobnie istniał już wtedy przysiółek Mijaczów[8];
- XVI w. - miejscowość Mijaczów znalazła się w posiadaniu rodu Myszkowskich[9]; w tym czasie funkcjonowała tu przykomórka celna, podlegająca wraz z konnym strażnikiem pod komorę celną w Koziegłowach[8];
- XVII w. - jeszcze w czasach panowania Zygmunta III Wazy (czyli przed 1632 r.) majątek Mijaczów kupił Konrad Fihauser, sekretarz królewski Władysława IV Wazy; później dobra zapisał synowi Tomaszowi Fihauserowi z Mijaczowa, założycielowi polskiej linii Fihauserów[9][10][11];
- XVII-XVIII w. - powstanie dworu murowanego, który spłonął w XIX w. (pozostała po nim jedynie kaplica w stylu barokowym, nazywana często "kaplicą przypałacową", obecnie kościół Narodzenia Pana Jezusa)[12];
- 1782 - w Mijaczowie w majątku należącym wtedy do Bobrowskich przy kuźni fryszerskiej hutnik Gordon wybudował wielki piec hutniczy, do którego dostarczano rudę żelaza z okolic Będusza, Pińczyc, Smudzówki i Starej Huty[9];
- 1837 - ówcześni właściciele majątku Mijaczów Rogowscy wybudowali jeszcze jeden wielki piec[9];
- 1840 - w wyniku licytacji zakłady mijaczowskie nabył Markus Kempner[9];
- 1858 - zakłady wydzierżawił Dawid Bauerertz, który w połowie lat 50. nabył majątek ziemski Mijaczów[9];
- 1872 - zakład mijaczowski zaczął funkcjonować pod nazwą firmową "Braci Bauerertzów", a w 1899 r. przekształcono go w Spółkę Akcyjną "Zakłady Górniczo-Hutnicze. Odlewnia Żelaza i Mosiądzu, Emaliernia, Fabryka Maszyn, Kopalnia Węgla Kamiennego w Mijaczowie"[9];
- 1883 - w Mijaczowie powstały zakłady włókiennicze (za sprawą działalności Augusta i Karola Schmelzerów) pod nazwą Towarzystwo Akcyjne Bawełnianej Manufaktury – August Schmelzer w Myszkowie[9];
- 1894 - na terenie Mijaczowa, na gruntach kupionych od rodziny Bauerertzów, Ludwik Wehr i Artur Steinhagen założyli firmę "Steinhagen, Wehr i Spółka" Fabryka Papieru w Myszkowie[9];

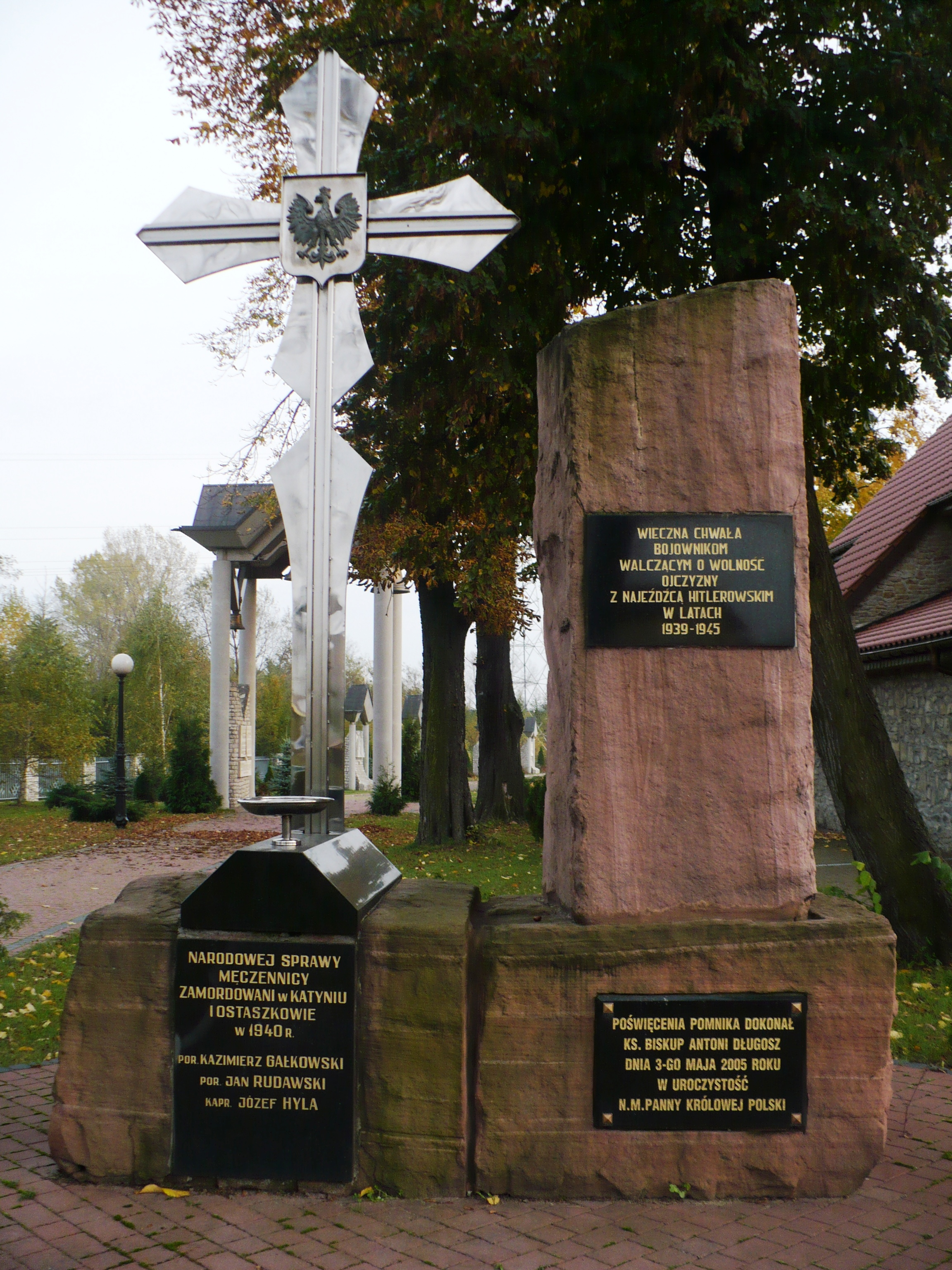
Pomnik zamordowanych w Katyniu i Ostaszkowie

- 1910 - na potrzeby Fabryki Papieru powstaje szkoła dla dzieci pracowników zakładu[13];
- 1920 - założenie Straży Pożarnej przy Fabryce Papieru w Myszkowie[9];
- 1922 - powstaje Towarzystwo "Dom Ludowy" przy Fabryce Papieru w Myszkowie[9];
- 1922 - przy mijaczowskiej szkole powstaje drużyna harcerska, w następnym roku zostaje przyjęta do Związku Harcerstwa Polskiego jako 33. Zagłębiowska Drużyna Harcerska im. Tadeusza Kościuszki w Myszkowie[9][13];
- 1924 - utworzenie gminy Myszków, w której granicach znalazła się wieś Mijaczów (wcześniej należała do gminy Pińczyce)[9];
- 1924 - nauczycielka Aurelia Gorgonówna organizuje 14. Żeńską Drużynę Harcerską Zagłębia Dąbrowskiego im. księdza Ignacego Skorupki[9][13];
- 1925 - dzięki ofiarowaniu przez rodzinę Bauerertzów placu nad rzeką Wartą i finansowemu wsparciu przez rodzinę Steinhagenów, na terenie Mijaczowa powstało Towarzystwo Sportowe "Myszków"[9];
- 1927 - początek budowy szpitala[9];
- 1929 - połączenie Fabryki Papieru z zakładami papierniczymi we Włocławku oraz dawnymi zakładami Roberta Saengera (Towarzystwo Akcyjne Pabianickiej Fabryki Papieru Robert Saenger) w Pabianicach w nową firmę z siedzibą w Warszawie jako Steinhagen i Saenger Fabryka Papieru i Celulozy SA[9];
- 1937 - upaństwowienie szkoły przyzakładowej i nadanie jej nazwy: Szkoła Powszechna stopnia III w Myszkowie[13];
- 1938 - w związku z dużą liczbą uczniów, chęcią przejęcia dotychczasowych pomieszczeń szkolnych przez fabrykę i faktem upaństwowienia szkoły, Steinhagenowie wybudowali jej nowy gmach przy ul. Leśnej 1 (wykonawcą była firma Antoni Blana z Zawiercia), gdzie obecnie, po kilku rozbudowach, znajduje się Szkoła Podstawowa nr 1 im. Adama Mickiewicza w Myszkowie[9][13];
- 1939 - Mijaczów razem z okolicznymi osiedlami zostaje wcielony do III Rzeszy[9];
- 1944 - na pograniczu dzielnicy Michałów i Mijaczów żołnierze niemieccy dokonują morderstwa na przypadkowych przechodniach, mieszkańcach Myszkowa, w odwecie za akcję żołnierzy AK pod dowództwem Jerzego Kurpińskiego "Ponurego"[14] na obóz niemiecki w Lesie Koziegłowskim;
- 19.01.1945 - wkroczenie Armii Czerwonej do Mijaczowa[9];
- 20-23.01.1945 - przejęcie mijaczowskich fabryk pod zarząd państwa[9];
- 1.01.1947 - powstanie "Myszkowskich Zakładów Papierniczych" Przedsiębiorstwa Państwowego w Katowicach (w wyniku zjednoczenia zakładów papierniczych w Myszkowie, Kluczach, Częstochowie, Gnaszynie i Żywcu)[9];
- 1947 - oficjalne upaństwowienie Przędzalni Bawełnianej Manufaktury August Szmelzer i powstanie Państwowych Zakładów Przemysłu Wełnianego nr 10, które w 1973 r. zmieniły nazwę na Zakłady Przemysłu Wełnianego "WARTEX"[9];
- 1948 - oficjalne upaństwowienie Towarzystwa Mijaczowskich Odlewni Stali i Zakładów Mechanicznych "Bracia Bauerertz" Spółka Akcyjna i zmiana nazwy na Myszkowskie Zakłady Metalurgiczne[9];
- 1950 - Myszków otrzymuje prawa miejskie, co formalnie jednoczy Mijaczów z resztą miasta[9];
- 1951 - reorganizacja Myszkowskich Zakładów Papierniczych i powstanie trzech wielkozakładowych przedsiębiorstw państwowych, podległych Centralnemu Zarządowi Przemysłu Papierniczego w Łodzi; po tej reorganizacji Myszkowskim Zakładom Papierniczym podporządkowano Fabrykę Tektury w Masłońskich i Fabrykę Tektury i Preszpanu w Kamienicy Polskiej, a od 1971 r. również Fabrykę Papieru w Częstochowie (w ramach Zjednoczenia Przemysłu Celulozowo-Papierniczego w Łodzi, które ostatecznie zlikwidowano dopiero w 1982 r.)[9];
- 14.12.1953 - oddanie do użytku szpitala na Mijaczowie[9];
- 8.12.1980 - erygowanie Parafii Narodzenia Najświętszej Maryi Panny w Myszkowie-Mijaczowie[12];
- 1993 - na terenie Myszkowa-Mijaczowa odkryto i udokumentowano złoża rud molibdenowo-wolframowo-miedziowych[15];

## Ważne obiekty i zabytki
- Kościół parafialny Narodzenia Najświętszej Maryi Panny
- Zabytkowy XVII-wieczny lub XVIII-wieczny kościół Narodzenia Pana Jezusa (w latach 1974-1997 kaplica pw. Narodzenia Najświętszej Maryi Panny)[12]
- Amfiteatr w Parku Leśnym przy Alei Wolności[16]
- Szpital Powiatowy
- Fabryka Papieru Myszków Sp. z o.o.
- Zabytkowy Pałac Schmelzera, niegdyś siedziba Zakładów Przemysłu Wełnianego ,,Wartex"
- Starostwo Powiatowe
- Stadion MKS Myszków

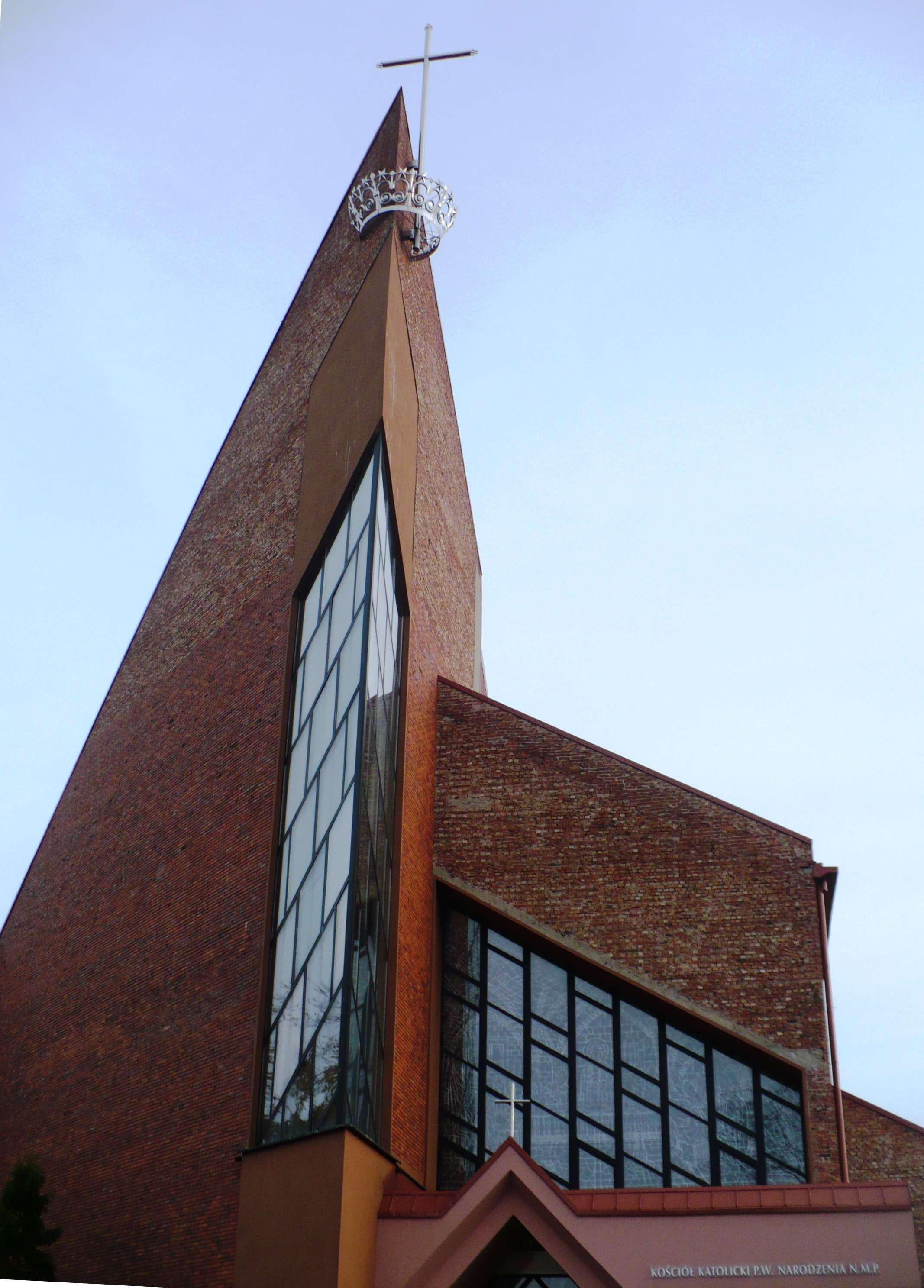
Kościół pw. Narodzenia Najświętszej Maryi Panny
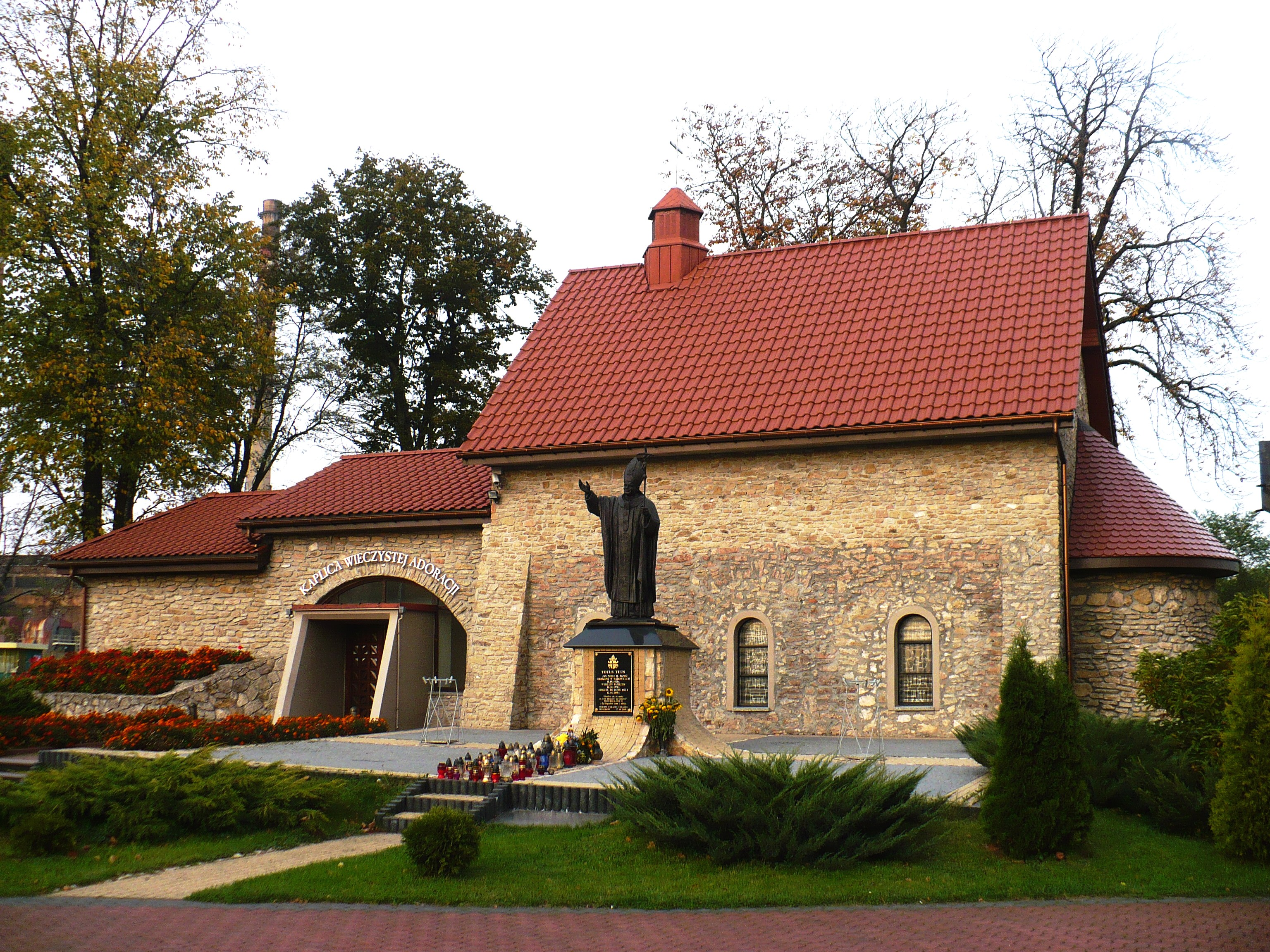
Kościół pw. Narodzenia Pana Jezusa i Pomnik Jana Pawła II
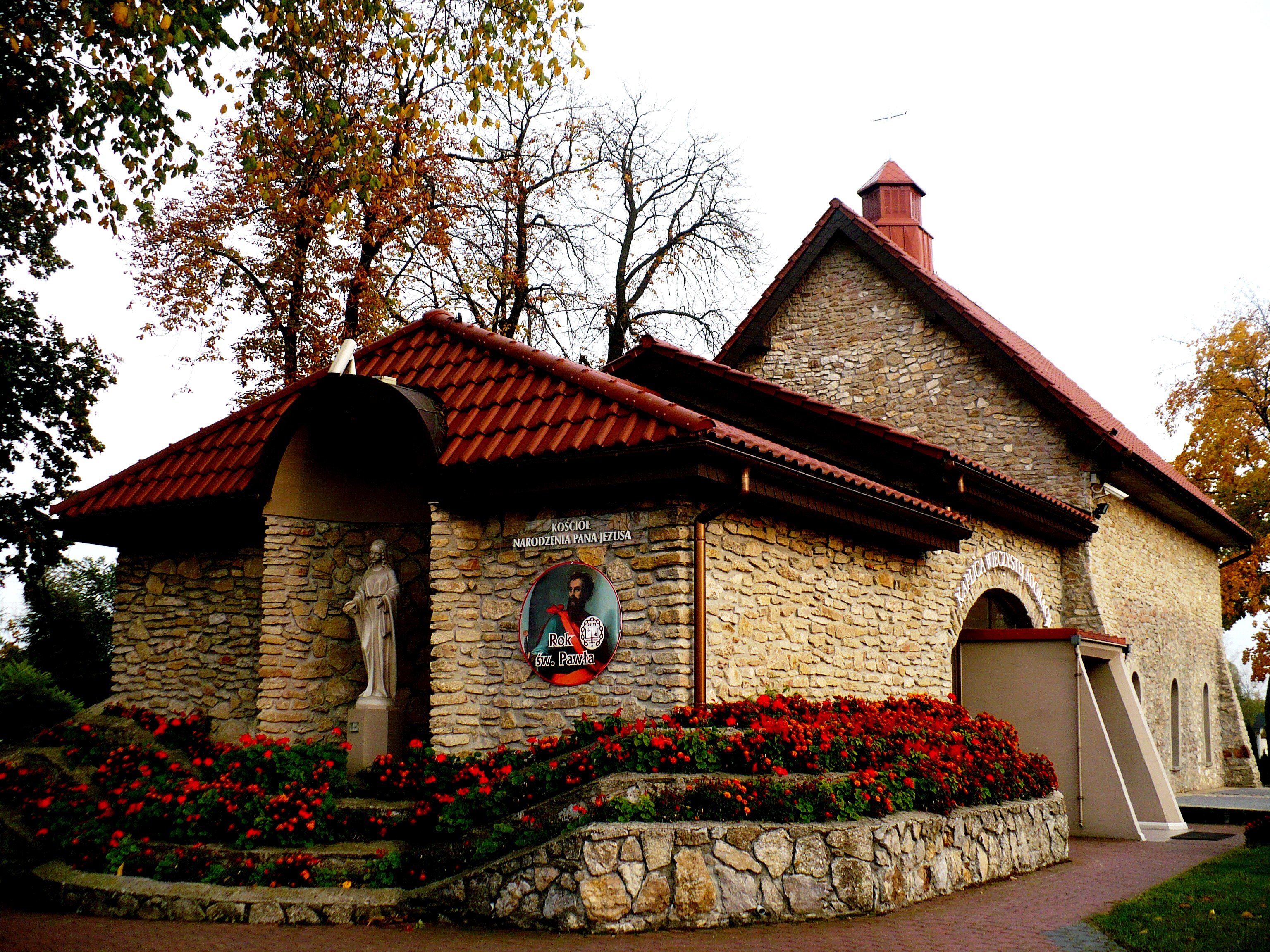
Kościół pw. Narodzenia Pana Jezusa
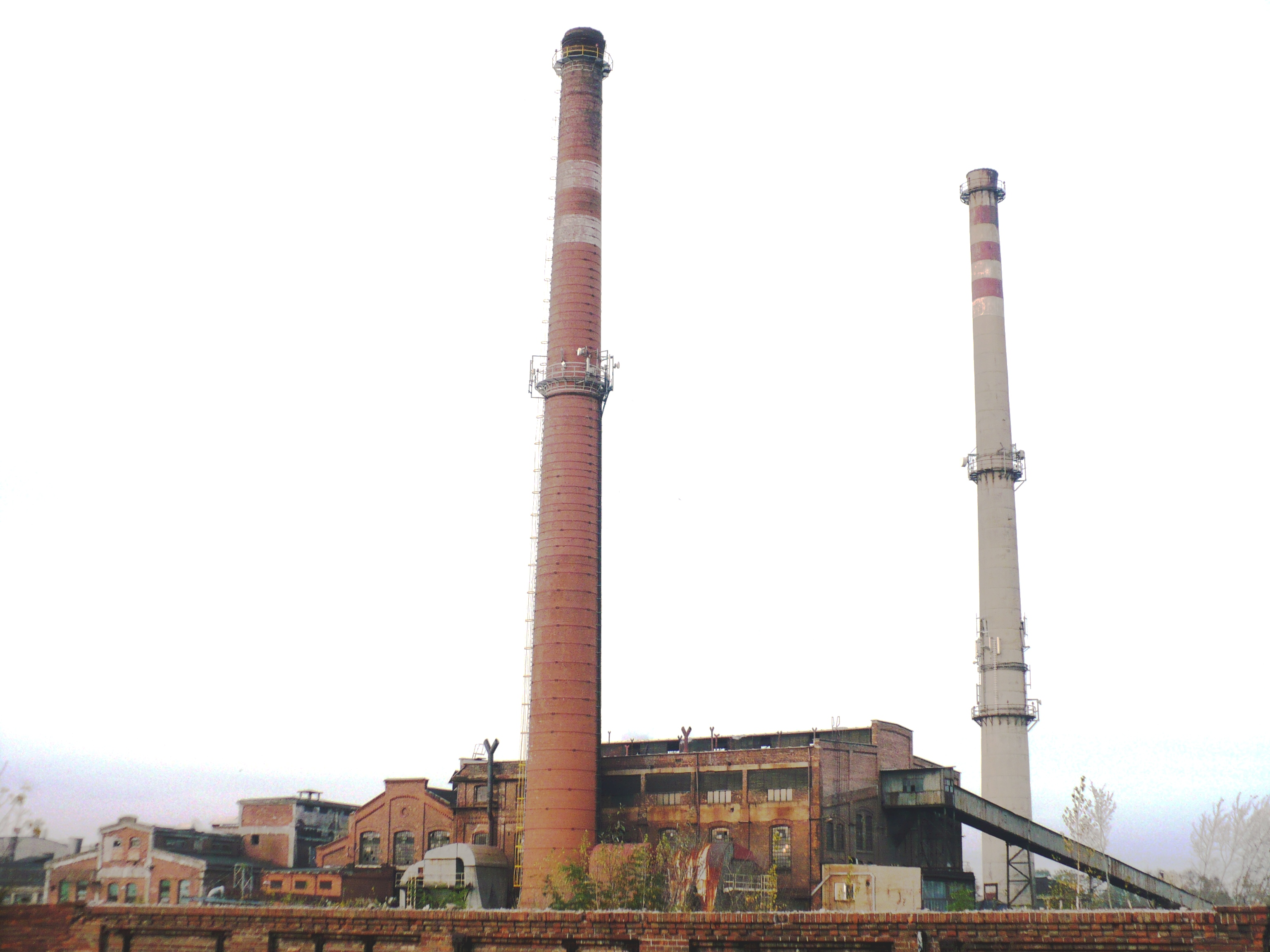
Fabryka papieru
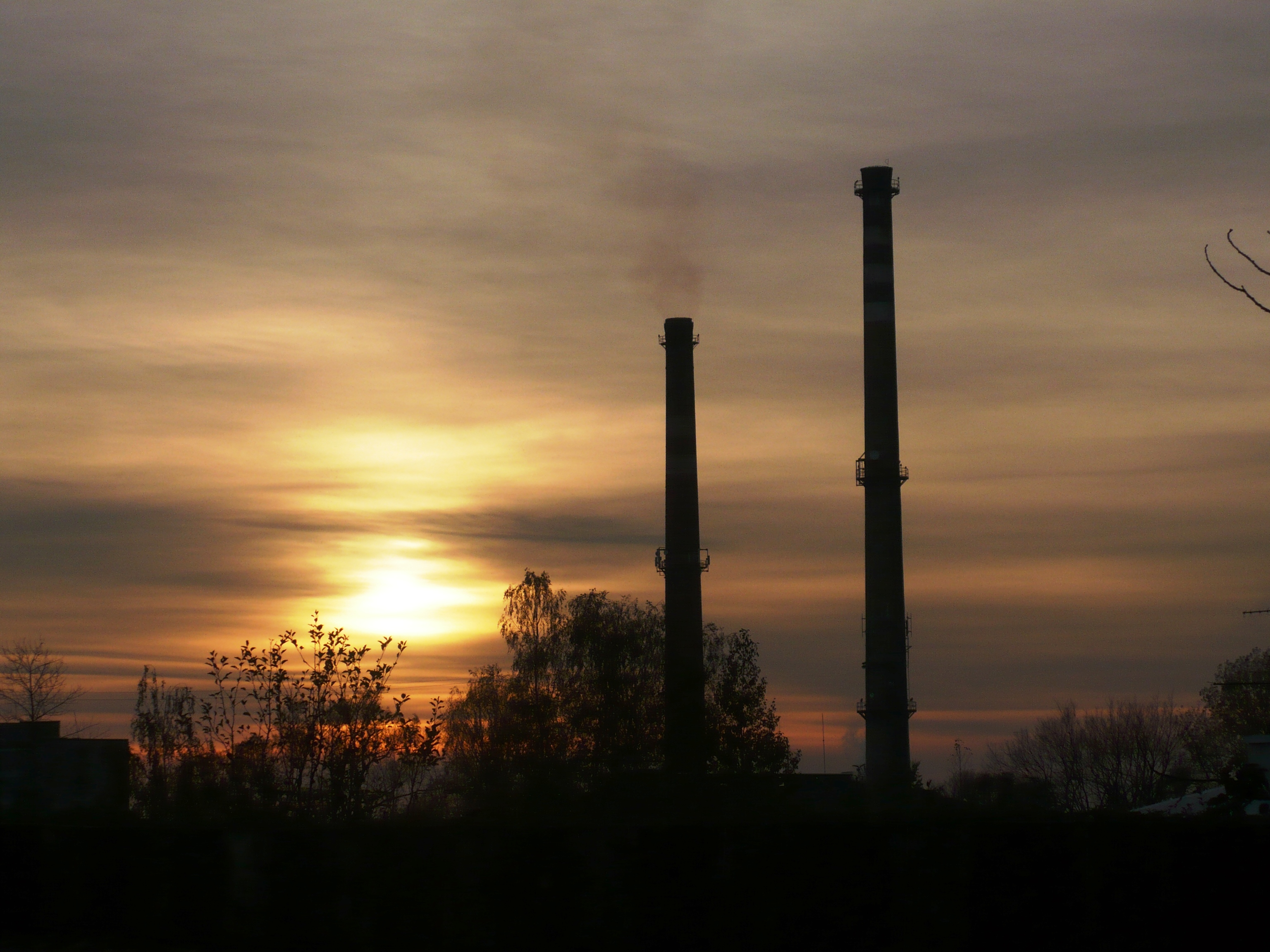
Fabryka papieru o zachodzie słońca
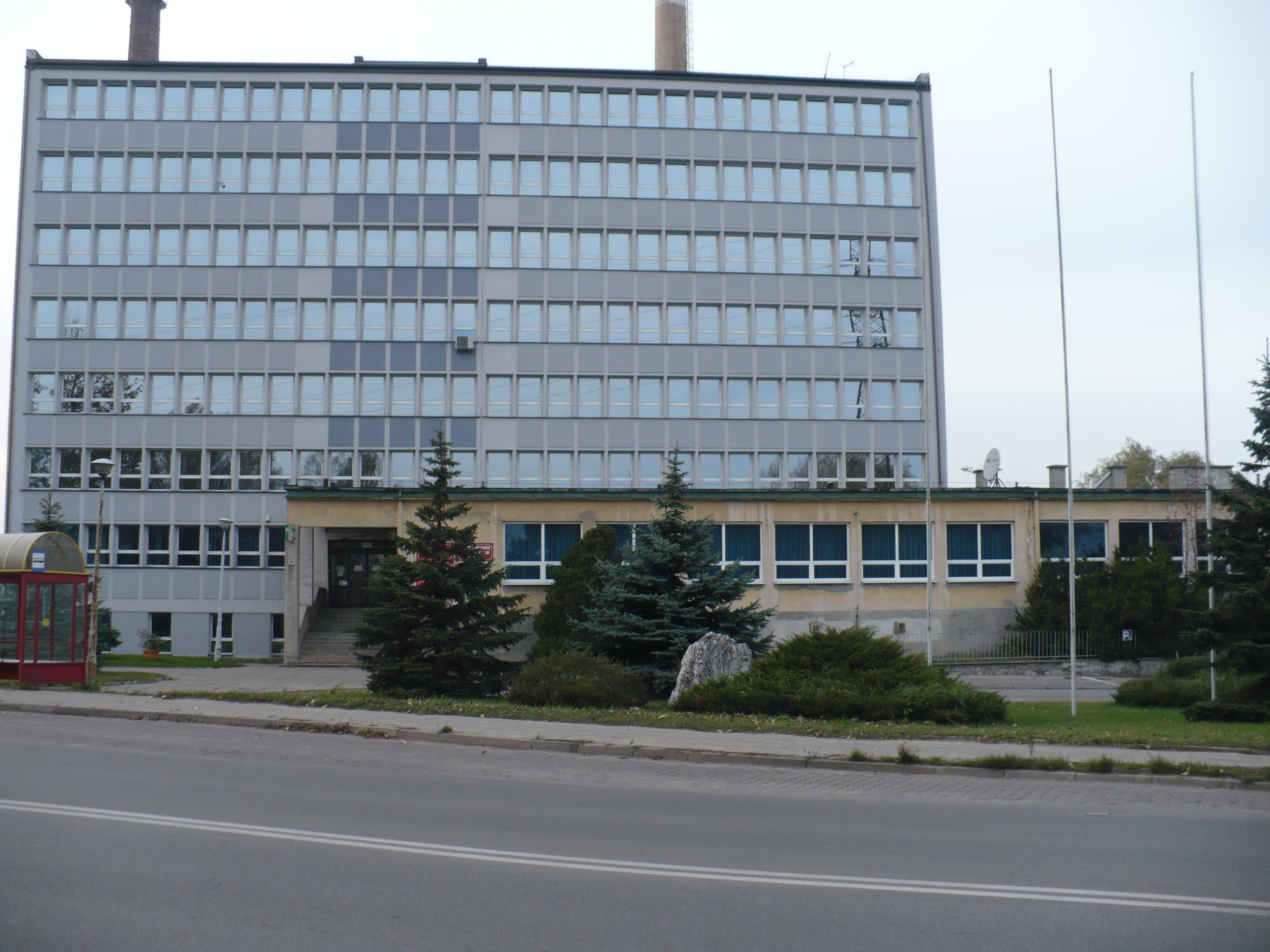
Starostwo Powiatowe w Myszkowie
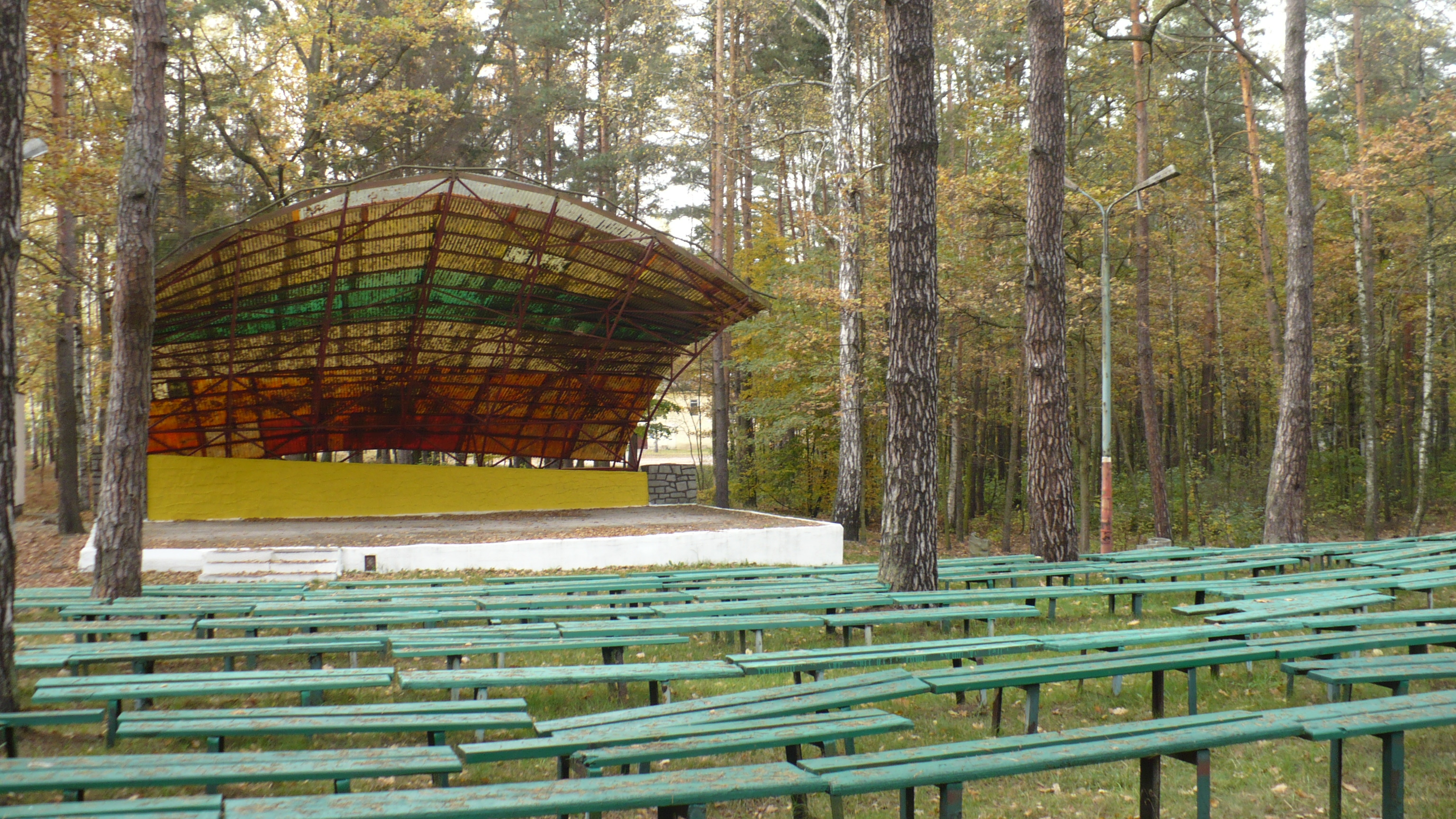
Amfiteatr leśny przy Alei Wolności